# Carl Hagemann

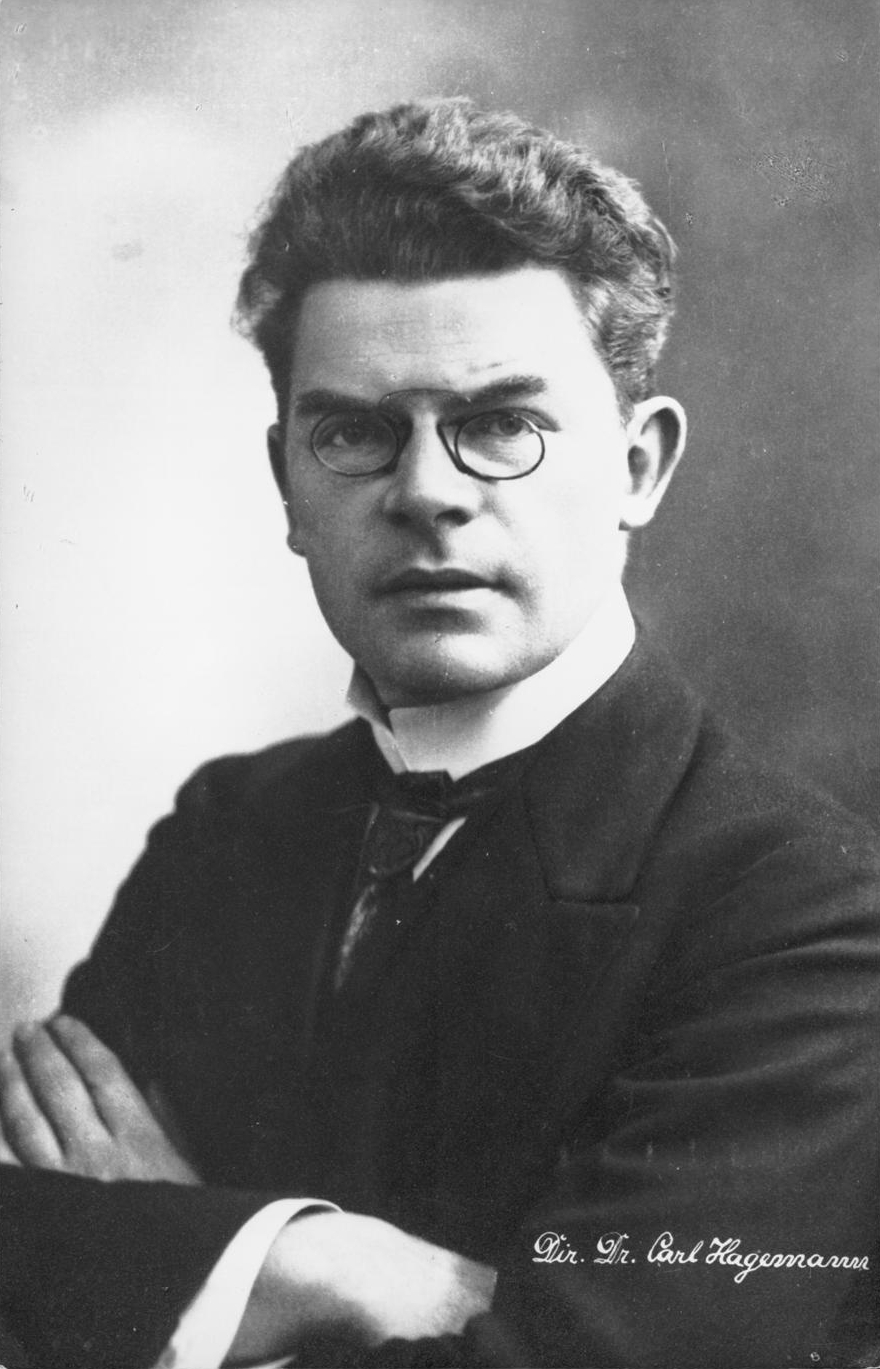
Foto av Arnold Mocsigay (1911)

Christian Carl Hagemann, född den 22 september 1871, död den 24 december 1945, var en tysk regissör och teaterledare.
Hagemann var huvudsakligen verksam i Mannheim, Hamburg, Wiesbaden, och från 1931 i Berlin. Han gjorde sig känd som en utmärkt regissör, om än något ensidig i sin  propaganda för scenbildens symmetriska förenkling och sin smak för symbolism. Han har bland annat utgett Regie (1902), Spiele der Völker (1917) samt en biografi över Oscar Wilde.